# Tariq Lamptey
Tariq Kwame Nii-Lante Lamptey (* 30. September 2000 in London) ist ein ghanaisch-englischer Fußballspieler. Der Rechtsverteidiger steht bei Brighton & Hove Albion unter Vertrag und ist ghanaischer Nationalspieler.

## Karriere

### Verein
Lamptey spielte viele Jahre lang in den verschiedenen Jugendabteilungen des FC Chelsea, wo er sehr überzeugen konnte. So machte er für die U23 29 Spiele und ein Tor in der Premier League 2. Ende 2019 gab Lamptey dann sein Profidebüt in der Premier League für die Blues. Das Spiel damals wurde mit 2:1 gegen den Stadtrivalen FC Arsenal gewonnen. Im Januar 2020 wurde Lamptey am Deadline-Day an Brighton & Hove Albion verkauft. Diese zahlten rund 3,3 Millionen Euro für den Youngster. Er sagte, dass er es den Weg fände, sich am besten entwickeln zu können. Sein Debüt für seinen neuen Klub gab er am 23. Juni 2020 (31. Spieltag), als er bei einem 0:0-Unentschieden gegen Leicester City über die vollen 90 Minuten spielte. Bis zum Saisonende spielte er in sieben weiteren Ligaspielen für Brighton. Am 1. November 2020 (7. Spieltag) traf er bei einer 1:2-Niederlage gegen Tottenham Hotspur das erste Mal im Profibereich. Generell schaffte er den Sprung zum Stammspieler bei Brighton, fiel aber nach elf Ligaspielen wegen einer Oberschenkelverletzung für den Rest der Saison 2020/21 aus. Nach seiner Genesung war er jedoch noch immer Stammspieler und spielte wettbewerbsübergreifend 32 Spielen in der Saison 2021/22.

### Nationalmannschaft
Lamptey spielte zunächst für die U-Auswahlen des englischen Fußballerverbands. Mit der U19-Nationalmannschaft nahm er an der U19-Europameisterschaft 2018 teil.
Im Juli 2022 gab der ghanaische Fußballverband bekannt, dass Lamptey künftig für die ghanaische Nationalmannschaft spielen werde. Der Nationaltrainer Otto Addo nominierte ihn daraufhin für die Testspiele im September 2022. Am 23. September 2022 debütierte Lamptey, als er bei einer 0:3-Testspielniederlage gegen Brasilien im Laufe der zweiten Halbzeit eingewechselt wurde. Im November 2022 wurde er für die Weltmeisterschaft 2022 in Katar nominiert.

## Erfolge
- Englischer Jugendmeister: 2018